# Referatsleiter

Interne Organisation eines fiktiven Bundesministeriums

Ein Referatsleiter (abgekürzt RL, RefL oder RefLtr) ist eine Führungskraft, die in einer größeren Organisation ein Referat führt und für dessen Arbeitsgebiet zuständig ist. Sind statt Referaten Dezernate vorhanden, entspricht er dem Dezernatsleiter. 
Referatsleiter im öffentlichen Dienst gehören in größeren Behörden grundsätzlich dem höheren Dienst an. In kleinen und mittleren Behörden gehören Referatsleiter manchmal dem mittleren und gehobenen Dienst an. Für die Wahrnehmung ihrer fachlichen Aufgaben können sie Personalverantwortung über Referenten, Sachbearbeiter und Bürosachbearbeiter haben. Neben den Leitungs- und Führungsaufgaben bearbeitet der Referatsleiter herausgehobene Angelegenheiten des Referats selbst.
In der deutschen Bundesverwaltung beispielsweise sollen Referate neben dem Referatsleiter mindestens vier Dienstposten umfassen, in anderen Behörden gelten andere Regeln. In der Europäischen Kommission sollen Referate mindestens 10 Dienstposten umfassen, sind in der Regel jedoch deutlich größer.
Aufbauorganisatorisch unterstehen Referatsleiter üblicherweise einem Abteilungsleiter oder in größeren Behörden einem Unterabteilungs- bzw. (Referats-)Gruppenleiter. Referatsleiter können ihrerseits Vorgesetzter mehrerer Sachgebiete oder Teams sein mit eigenen Sachgebietsleitern bzw. Teamleitern. 
Früher entsprach dem Begriffspaar Referatsleiter/Referent das Begriffspaar Referent/Hilfsreferent.